# مولامین
مولامین (به انگلیسی: Moulamein) یک شهرک در استرالیا است که در Wakool Shire واقع شده‌است.